# Benjamin Kleibrink
Benjamin Kleibrink est un escrimeur allemand né le 30 juillet 1985 et pratiquant le fleuret.

## Palmarès
- Jeux olympiques
  -  Médaille d'or aux Jeux olympiques de 2008 à Pékin
  -  Médaille de bronze par équipes Jeux olympiques de 2012 à Londres
- Championnats du monde d'escrime
  -  Médaille d'argent par équipes aux championnats du monde d'escrime 2009 d'Antalya
  -  Médaille d'argent aux championnats du monde d'escrime 2008 de Pékin
  -  Médaille d'argent par équipes aux championnats du monde d'escrime 2007 de Saint-Pétersbourg
  -  Médaille d'argent par équipes aux championnats du monde d'escrime 2006 de Turin
  -  Médaille de bronze aux championnats du monde d'escrime 2007 à Saint-Pétersbourg
  -  Médaille de bronze par équipes aux championnats du monde d'escrime 2011 à Catane
  -  Médaille de bronze par équipes aux championnats du monde d'escrime 2005 à Leipzig
- Championnats d'Europe d'escrime
  -  Médaille d'or par équipes aux championnats d'Europe d'escrime 2007
  -  Médaille d'argent aux championnats d'Europe d'escrime 2007
  -  Médaille de bronze aux championnats d'Europe d'escrime 2006 à Izmir
- Championnats du monde d'escrime Juniors
  -  Médaille d'or en 2005 à Linz
  -  Médaille de bronze en 2004 à Plovdiv